# 백만송이 장미 (드라마)
《백만송이 장미》는 2003년 10월 6일부터 2004년 6월 4일까지 방영되었던 한국방송공사 1TV 일일연속극이다.

## 기획 의도
- 부모의 재혼으로 가족이 된 성이 다른 형제가 부부간의 갈등을 극복하고 진정한 가족이 되어가는 사랑의 재미난 소재를 이야기를 다룬 드라마

## 등장 인물

### 주요 인물
- 손태영: 박혜란 역
- 이창훈: 강민재 역
- 김승수: 오현규 역
- 윤해영: 서유진 역

### 혜란네
- 윤여정: 최금자 역
- 이정길: 박태일 역
- 선우재덕: 박태호 역
- 안정훈: 박혜성 역

### 현규네
- 이혜숙: 김순영 역
- 반효정: 한귀분 역
- 지수원: 김순옥 역
- 전혜진: 오은지 역
- 견미리: 명주 역
- 한진희: 오인환 역

### 유진네
- 김자옥: 조말봉 역
- 양정아: 서유경 역
- 조경환: 서동표 역

### 그 외 인물
- 송기윤: 김기수 역
- 독고영재: 강준형 역
- 서진욱: 기사 역
- 김하은
- 김희라
- 최예진

## 수상 경력
- 2003년 KBS 연기대상 남자 우수 연기상 김승수
- 2003년 KBS 연기대상 여자 인기상 손태영
- 2003년 KBS 연기대상 남자 조연상 안정훈
- 2003년 KBS 연기대상 남자 조연상 선우재덕

## 참고 사항
- 혜란(손태영 분)을 사이에 두고 이복형제인 강민재(이창훈 분)과 오현규(김승수 분)가 경쟁을 함으로써 현실적이지 못한 설정[1]이란 비판을 받았다. 게다가, 후속작 캐스팅 문제 탓인지 여러 차례나 연장을 거듭하여 또다시 비난을 받았다. 출연진에 속했던 송기윤이 후속작 금쪽같은 내 새끼에 또다시 나왔다.

- 출연진 중의 한 명이었던 손태영은 당초 MBC 백조의 호수에서 신세희 역으로 낙점됐으나 연기력 부족으로 밀려난 적이 있었다[2].
- 앞에서 본 것처럼 여주인공을 사이에 두고 이복형제가 경쟁을 하는 것이 주요 내용이었으며 이것은 1997년 방영된 KBS 2TV 월화극 봄날은 간다의 첫 기획안이었던 출생 당시 병원에서 뒤바뀐 여동생을 놓고 형제가 사랑게임을 벌인다는 <4월의 키스>[3]와 거의 비슷했다.
- 그러나, KBS 측에서 "기획의 참신성이 떨어진다"[4]라 판단한 데 이어 작가 윤영수씨의 개인사정[3]으로 취소됐으며 지방 소읍의 농협 조합장 선거 이야기인 <대권>[4]으로 변경했지만 미묘한 당시 상황과 너무 닮았다는 상부의 강력한 반대로 또다시 취소됐고[3] 이에 제작진은 한 마을의 과수원을 풍경으로 하여 이해관계가 서로 얽힌 사람들이 벌이는 해프닝을 코믹터치로 다루어 물질 만능주의의 세태를 풍자하는 내용인 봄날은 간다로 변경시켰는데 이 작품의 조연출자 문보현씨는 <백만송이 장미>의 담당 PD였다.